# Torre de l'Abella
Torre de l'Abella és una torre de guaita del municipi de la Riera de Gaià (Tarragonès) declarat bé cultural d'interès nacional.

## Descripció
És possible que el seu nom sigui degut a la seva antiguitat, com succeeix a la torre vella de Salou.
Actualment el seu estat és força lamentable, es troba quasi en runes i tapada parcialment per arbres en un petit turó situat al costat de la Carretera.
És una torre de petites dimensions feta amb carreus de fins a uns 7 m d'alçada que de vegades s'aparella amb opus spicatum.
Queden restes d'una volta amb forma de cúpula, que faria de coberta superior.
Donades les seves dimensions sembla que la seva tasca era només de vigia a l'entrada del poble.
També es pot afirmar que és una torre medieval donat l'origen d'Ardenya i de la seva antiga església.